# Thyrgis tenuifascia
Thyrgis tenuifascia är en fjärilsart som beskrevs av Erich Martin Hering 1930. Thyrgis tenuifascia ingår i släktet Thyrgis och familjen björnspinnare. Inga underarter finns listade i Catalogue of Life.